# Campeonato Mundial de Voleibol Feminino Sub-18 de 2021
O Campeonato Mundial de Voleibol Feminino Sub-18 de 2021 foi a 17ª edição da competição, disputada entre 20 seleções mundiais, no período de 20 a 29 de setembro, sendo realizada na cidade mexicana de Victoria de Durango.
A Rússia, após um hiato de 28 anos, conquista seu terceiro título ao derrotar a Itália na final, e os Estados Unidos venceu a disputa pelo bronze contra a Sérvia. A atleta russa Natalia Suvorova foi premiada como a melhor central e melhor jogadora (MVP) da edição.

## Equipes qualificadas
| Torneio de qualificação          | Data                      | Sede          | Vagas | Qualificados         | Última participação |
| -------------------------------- | ------------------------- | ------------- | ----- | -------------------- | ------------------- |
| País-sede                        | 2020                      | Lausana       | 1     | México               | 2019                |
| Campeonato Europeu de 2020       | 1 a 9 de outubro de 2020  | Podgoritza    | 6     | Rússia               | 2019                |
| Campeonato Europeu de 2020       | 1 a 9 de outubro de 2020  | Podgoritza    | 6     | Turquia              | 2019                |
| Campeonato Europeu de 2020       | 1 a 9 de outubro de 2020  | Podgoritza    | 6     | Sérvia               | 2017                |
| Campeonato Europeu de 2020       | 1 a 9 de outubro de 2020  | Podgoritza    | 6     | Itália               | 2019                |
| Campeonato Europeu de 2020       | 1 a 9 de outubro de 2020  | Podgoritza    | 6     | Romênia              | 2019                |
| Campeonato Europeu de 2020       | 1 a 9 de outubro de 2020  | Podgoritza    | 6     | Polônia              | 2017                |
| Campeonato NORCECA de 2020       | 9 a 17 de janeiro de 2021 | Canadá        | 4     | Estados Unidos       | 2019                |
| Campeonato NORCECA de 2020       | 9 a 17 de janeiro de 2021 | Canadá        | 4     | Canadá               | 2019                |
| Campeonato NORCECA de 2020       | 9 a 17 de janeiro de 2021 | Canadá        | 4     | Porto Rico           | 2019                |
| Campeonato NORCECA de 2020       | 9 a 17 de janeiro de 2021 | Canadá        | 4     | República Dominicana | 2017                |
| Campeonato Asiático de 2018      | 20 a 27 de maio de 2018   | Nakhon Pathom | 4     | Japão                | 2019                |
| Campeonato Asiático de 2018      | 20 a 27 de maio de 2018   | Nakhon Pathom | 4     | China                | 2019                |
| Campeonato Asiático de 2018      | 20 a 27 de maio de 2018   | Nakhon Pathom | 4     | Tailândia            | 2019                |
| Campeonato Asiático de 2018      | 20 a 27 de maio de 2018   | Nakhon Pathom | 4     | Coreia do Sul        | 2019                |
| Campeonato Africano de 2020      | março de 2021             | Abuja         | 2     | Camarões             | 2019                |
| Campeonato Africano de 2020      | março de 2021             | Abuja         | 2     | Nigéria              | Estreante           |
| Campeonato Sul-Americano de 2020 | fevereiro de 2021         | Chile         | 3     | Brasil               | 2019                |
| Campeonato Sul-Americano de 2020 | fevereiro de 2021         | Chile         | 3     | Peru                 | 2019                |
| Campeonato Sul-Americano de 2020 | fevereiro de 2021         | Chile         | 3     | Argentina            | 2019                |
| Ranking Mundial                  | março de 2021             | Lausana       | 3     | Egito                | 2019                |
| Ranking Mundial                  | março de 2021             | Lausana       | 3     | Bulgária             | 2019                |
| Ranking Mundial                  | março de 2021             | Lausana       | 3     | Eslováquia           | 2011                |
| Total                            |                           |               | 20    |                      |                     |

Nota:Japão, China e Coréia do Sul, desistiram da competição, herdaram tais vagas: Bulgária, Egito e Eslováquia, pelo índice do Ranking Mundial.

## Fórmula da disputa
A competição será disputada por 20 seleções mundiais, distribuídas proporcionalmente em quatro grupos, A, B, C e D, todas se enfreando em cada grupo, resultando em 16 times classificados para a disputa das oitavas de final e as demais disputarão as posições do décimo sétimo ao vigésimo lugares
As equipes vencedoras da fase de oitavas de final disputarão as quartas de final e as eliminadas as disputas pelas posições inferiores; já as vencedoras da quartas de final disputarão a semifinal e as eliminadas disputarão do quinto ao oitavo lugares.
As equipes que venceram as semifinais competirão pelo título na grande final e as perdedoras a disputa pelo bronze.

## Primeira fase
|  | Qualificados para a Oitavas de final                |
|  | Qualificados para as Disputas do 17º ao 20º lugares |

### Grupo A
Classificação
|     |          |     | Jogos | Jogos | Jogos | Pontos | Pontos | Pontos | Sets | Sets | Sets  |
| Pos | Equipe   | Pts | T     | V     | D     | V      | P      | R      | V    | P    | R     |
| --- | -------- | --- | ----- | ----- | ----- | ------ | ------ | ------ | ---- | ---- | ----- |
| 1   | Sérvia   | 11  | 4     | 4     | 0     | 335    | 178    | 1.882  | 12   | 2    | 6,000 |
| 2   | Polônia  | 9   | 4     | 3     | 1     | 337    | 250    | 1.348  | 11   | 5    | 2.200 |
| 3   | México   | 7   | 4     | 2     | 2     | 296    | 229    | 1.293  | 8    | 6    | 1.333 |
| 4   | Canadá   | 0   | 3     | 0     | 3     | 214    | 225    | 0.951  | 3    | 9    | 0.333 |
| 5   | Camarões | 0   | 4     | 0     | 4     | 0      | 300    | 0,000  | 0    | 12   | 0,000 |

Nota:Camarões retirou-se da competição, então, os oponentes recebem os 3 pontos da partida, vencendo-a em sets diretos por 25-0  em cada parcial.
Resultados
| Data   | Hora  |          | Placar |          | Set 1 | Set 2 | Set 3 | Set 4 | Set 5 | Total  | Relatório      |
| ------ | ----- | -------- | ------ | -------- | ----- | ----- | ----- | ----- | ----- | ------ | -------------- |
| 20 set | 17:00 | Sérvia   | 3–2    | Polônia  | 22–25 | 25–10 | 23–25 | 25–14 | 15–6  | 110–80 | P2Estatísticas |
| 20 set | 20:00 | México   | 3–0    | Camarões | 25–0  | 25–0  | 25–0  |       |       | 75–0   | Estatísticas   |
| 21 set | 17:00 | Sérvia   | 3–0    | Camarões | 25–0  | 25–0  | 25–0  |       |       | 75–0   | Estatísticas   |
| 21 set | 20:00 | México   | 3–0    | Canadá   | 25–18 | 25–7  | 25–22 |       |       | 75–47  | P2Estatísticas |
| 22 set | 17:00 | Polônia  | 3–0    | Camarões | 25–0  | 25–0  | 25–0  |       |       | 75–0   | Estatísticas   |
| 22 set | 20:00 | Canadá   | 0–3    | Sérvia   | 11–25 | 10–25 | 22–25 |       |       | 43–75  | P2Estatísticas |
| 23 set | 17:00 | Camarões | 0–3    | Canadá   | 0–25  | 0–25  | 0–25  |       |       | 0–75   | Estatísticas   |
| 23 set | 20:00 | México   | 2–3    | Polônia  | 25–21 | 16–25 | 25–21 | 12–25 | 13–15 | 91–107 | P2Estatísticas |
| 24 set | 17:00 | Polônia  | 3–0    | Canadá   | 25–18 | 25–18 | 25–13 |       |       | 75–49  | P2Estatísticas |
| 24 set | 20:00 | México   | 0–3    | Sérvia   | 14–25 | 23–25 | 18–25 |       |       | 55–75  | P2Estatísticas |

### Grupo B
Classificação
|     |                      |     | Jogos | Jogos | Jogos | Pontos | Pontos | Pontos | Sets | Sets | Sets   |
| Pos | Equipe               | Pts | T     | V     | D     | V      | P      | R      | V    | P    | R      |
| --- | -------------------- | --- | ----- | ----- | ----- | ------ | ------ | ------ | ---- | ---- | ------ |
| 1   | Itália               | 12  | 4     | 4     | 0     | 322    | 248    | 1.298  | 12   | 1    | 12,000 |
| 2   | Turquia              | 8   | 4     | 3     | 1     | 320    | 261    | 1.226  | 9    | 5    | 1.800  |
| 3   | República Dominicana | 6   | 4     | 2     | 2     | 303    | 324    | 0.935  | 6    | 8    | 0.750  |
| 4   | Peru                 | 3   | 4     | 1     | 3     | 293    | 332    | 0.883  | 4    | 10   | 0.400  |
| 5   | Egito                | 1   | 4     | 0     | 4     | 323    | 396    | 0.816  | 5    | 12   | 0.417  |

Resultados
| Data   | Hora  |                      | Placar |                      | Set 1 | Set 2 | Set 3 | Set 4 | Set 5 | Total  | Relatório      |
| ------ | ----- | -------------------- | ------ | -------------------- | ----- | ----- | ----- | ----- | ----- | ------ | -------------- |
| 20 set | 11:00 | República Dominicana | 0–3    | Turquia              | 15–25 | 21–25 | 18–25 |       |       | 54–75  | P2Estatísticas |
| 20 set | 14:00 | Egito                | 1–3    | Peru                 | 25–20 | 22–25 | 20–25 | 22–25 |       | 89–95  | P2Estatísticas |
| 21 set | 11:00 | Egito                | 1–3    | Itália               | 25–22 | 12–25 | 10–25 | 16–25 |       | 63–97  | P2Estatísticas |
| 21 set | 14:00 | Peru                 | 0–3    | Turquia              | 13–25 | 21–25 | 10–25 |       |       | 44–75  | P2Estatísticas |
| 22 set | 11:00 | Peru                 | 1–3    | República Dominicana | 25–18 | 22–25 | 21–25 | 23–25 |       | 91–93  | P2Estatísticas |
| 22 set | 14:00 | Turquia              | 0–3    | Itália               | 22–25 | 23–25 | 19–25 |       |       | 64–75  | P2Estatísticas |
| 23 set | 11:00 | Turquia              | 3–2    | Egito                | 25–18 | 25–10 | 21–25 | 20–25 | 15–10 | 106–88 | P2Estatísticas |
| 23 set | 14:00 | Itália               | 3–0    | República Dominicana | 25–18 | 25–21 | 25–19 |       |       | 75–58  | P2Estatísticas |
| 24 set | 11:00 | Itália               | 3–0    | Peru                 | 25–21 | 25–23 | 25–19 |       |       | 75–63  | P2Estatísticas |
| 24 set | 14:00 | República Dominicana | 3–1    | Egito                | 23–25 | 25–22 | 25–23 | 25–13 |       | 98–83  | P2Estatísticas |

### Grupo C
Classificação
|     |                |     | Jogos | Jogos | Jogos | Pontos | Pontos | Pontos | Sets | Sets | Sets   |
| Pos | Equipe         | Pts | T     | V     | D     | V      | P      | R      | V    | P    | R      |
| --- | -------------- | --- | ----- | ----- | ----- | ------ | ------ | ------ | ---- | ---- | ------ |
| 1   | Estados Unidos | 12  | 4     | 4     | 0     | 318    | 167    | 1.904  | 12   | 1    | 12,000 |
| 2   | Romênia        | 8   | 4     | 3     | 1     | 333    | 246    | 1.354  | 10   | 5    | 2,000  |
| 3   | Tailândia      | 7   | 4     | 2     | 2     | 305    | 248    | 1.230  | 8    | 6    | 1.333  |
| 4   | Porto Rico     | 3   | 4     | 1     | 3     | 230    | 225    | 1.022  | 3    | 9    | 0.333  |
| 5   | Nigéria        | 0   | 0     | 0     | 0     | 0      | 300    | 0,000  | 0    | 12   | 0,000  |

Nota:Nigéria retirou-se da competição, então, os oponentes recebem os 3 pontos da partida, vencendo-a em sets diretos por 25-0  em cada parcial.
Resultados
| Data   | Hora  |                | Placar |                | Set 1 | Set 2 | Set 3 | Set 4 | Set 5 | Total  | Relatório      |
| ------ | ----- | -------------- | ------ | -------------- | ----- | ----- | ----- | ----- | ----- | ------ | -------------- |
| 20 set | 11:00 | Porto Rico     | 0–3    | Romênia        | 19–25 | 19–25 | 21–25 |       |       | 59–75  | P2Estatísticas |
| 20 set | 14:00 | Tailândia      | 3–0    | Nigéria        | 25–0  | 25–0  | 25–0  |       |       | 75–0   | Estatísticas   |
| 21 set | 11:00 | Tailândia      | 0–3    | Estados Unidos | 18–25 | 20–25 | 23–25 |       |       | 61–75  | P2Estatísticas |
| 21 set | 14:00 | Nigéria        | 0–3    | Romênia        | 0–25  | 0–25  | 0–25  |       |       | 0–75   | Estatísticas   |
| 22 set | 11:00 | Nigéria        | 0–3    | Porto Rico     | 0–25  | 0–25  | 0–25  |       |       | 0–75   | Estatísticas   |
| 22 set | 17:00 | Romênia        | 1–3    | Estados Unidos | 21–25 | 11–25 | 25–18 | 16–25 |       | 73–93  | P2Estatísticas |
| 23 set | 14:00 | Estados Unidos | 3–0    | Porto Rico     | 25–9  | 25–15 | 25–9  |       |       | 75–33  | P2Estatísticas |
| 23 set | 17:00 | Romênia        | 3–2    | Tailândia      | 25–15 | 23–25 | 22–25 | 25–19 | 15–10 | 110–94 | P2Estatísticas |
| 24 set | 11:00 | Estados Unidos | 3–0    | Nigéria        | 25–0  | 25–0  | 25–0  |       |       | 75–0   | Estatísticas   |
| 24 set | 14:00 | Porto Rico     | 0–3    | Tailândia      | 20–25 | 23–25 | 20–25 |       |       | 63–75  | P2Estatísticas |

### Grupo D
Classificação
|     |            |     | Jogos | Jogos | Jogos | Pontos | Pontos | Pontos | Sets | Sets | Sets  |
| Pos | Equipe     | Pts | T     | V     | D     | V      | P      | R      | V    | P    | R     |
| --- | ---------- | --- | ----- | ----- | ----- | ------ | ------ | ------ | ---- | ---- | ----- |
| 1   | Rússia     | 11  | 4     | 4     | 0     | 325    | 243    | 1.337  | 12   | 2    | 6,000 |
| 2   | Brasil     | 7   | 3     | 2     | 1     | 273    | 241    | 1.133  | 8    | 4    | 2,000 |
| 3   | Eslováquia | 3   | 3     | 1     | 2     | 232    | 249    | 0.932  | 4    | 7    | 0.571 |
| 4   | Argentina  | 3   | 3     | 1     | 2     | 209    | 224    | 0.933  | 3    | 7    | 0.429 |
| 5   | Bulgária   | 0   | 3     | 0     | 3     | 188    | 270    | 0.696  | 2    | 9    | 0.222 |

Resultados
| Data   | Hora  |            | Placar |            | Set 1 | Set 2 | Set 3 | Set 4 | Set 5 | Total  | Relatório      |
| ------ | ----- | ---------- | ------ | ---------- | ----- | ----- | ----- | ----- | ----- | ------ | -------------- |
| 20 set | 17:00 | Eslováquia | 0–3    | Rússia     | 15–25 | 19–25 | 22–25 |       |       | 56–75  | P2Estatísticas |
| 20 set | 20:00 | Argentina  | 3–1    | Bulgária   | 24–26 | 25–15 | 25–19 | 25–14 |       | 99–74  | P2Estatísticas |
| 21 set | 17:00 | Argentina  | 0–3    | Brasil     | 23–25 | 22–25 | 16–25 |       |       | 61–75  | P2Estatísticas |
| 21 set | 20:00 | Bulgária   | 0–3    | Rússia     | 9–25  | 13–25 | 17–25 |       |       | 39–75  | P2Estatísticas |
| 22 set | 17:00 | Bulgária   | 1–3    | Eslováquia | 17–25 | 19–25 | 25–21 | 14–25 |       | 75–96  | P2Estatísticas |
| 22 set | 20:00 | Rússia     | 3–2    | Brasil     | 25–23 | 16–25 | 19–25 | 25–14 | 15–12 | 100–99 | P2Estatísticas |
| 23 set | 17:00 | Rússia     | 3–0    | Argentina  | 25–12 | 25–17 | 25–20 |       |       | 75–49  | P2Estatísticas |
| 23 set | 20:00 | Brasil     | 3–1    | Eslováquia | 25–16 | 25–16 | 24–26 | 25-22 |       | 99–58  | P2Estatísticas |
| 24 set | 17:00 | Brasil     | 3–0    | Bulgária   | 25–14 | 25–20 | 25–17 |       |       | 75–51  | P2Estatísticas |
| 24 set | 20:00 | Eslováquia | 3–1    | Argentina  | 21–25 | 25–23 | 25–13 | 25–20 |       | 96–81  | P2Estatísticas |

## Fase final

### Chaveamento final
- Todos os horários de Victoria de Durango obedecem ao Central Standard Time (UTC+5).

|  | Oitavas-de-final                      | Oitavas-de-final        |                                       |   | Quartas-de-final | Quartas-de-final |                                       |                                       | Semifinais | Semifinais |  |  | Final | Final |
|  |                                       |                         |                                       |   |                  |                  |                                       |                                       |            |            |  |  |       |       |
|  | 26 de setembro – Fenadu               |                         |                                       |   |                  |                  |                                       |                                       |            |            |  |  |       |       |
|  |                                       |                         |                                       |   |                  |                  |                                       |                                       |            |            |  |  |       |       |
|  | Rússia                                | 3                       |                                       |   |                  |                  |                                       |                                       |            |            |  |  |       |       |
|  | Rússia                                | 3                       | 27 de setembro – Fenadu               |   |                  |                  |                                       |                                       |            |            |  |  |       |       |
|  | Porto Rico                            | 0                       |                                       |   |                  |                  |                                       |                                       |            |            |  |  |       |       |
|  | Porto Rico                            | 0                       | Rússia                                | 3 |                  |                  |                                       |                                       |            |            |  |  |       |       |
|  | 26 de setembro – Auditorio Del Pueblo |                         | Rússia                                | 3 |                  |                  |                                       |                                       |            |            |  |  |       |       |
|  |                                       | Polônia                 | 0                                     |   |                  |                  |                                       |                                       |            |            |  |  |       |       |
|  | Polônia                               | Polônia                 | 0                                     | 3 |                  |                  |                                       |                                       |            |            |  |  |       |       |
|  | Polônia                               |                         | 28 de setembro – Auditorio Del Pueblo | 3 |                  |                  |                                       |                                       |            |            |  |  |       |       |
|  | República Dominicana                  | 0                       |                                       |   |                  |                  |                                       |                                       |            |            |  |  |       |       |
|  | República Dominicana                  | 0                       | Rússia                                | 3 |                  |                  |                                       |                                       |            |            |  |  |       |       |
|  | 26 de setembro – Fenadu               |                         | Rússia                                | 3 |                  |                  |                                       |                                       |            |            |  |  |       |       |
|  |                                       | Sérvia                  | 0                                     |   |                  |                  |                                       |                                       |            |            |  |  |       |       |
|  | Brasil                                | Sérvia                  | 0                                     | 3 |                  |                  |                                       |                                       |            |            |  |  |       |       |
|  | Brasil                                | 27 de setembro – Fenadu |                                       | 3 |                  |                  |                                       |                                       |            |            |  |  |       |       |
|  | Tailândia                             | 1                       |                                       |   |                  |                  |                                       |                                       |            |            |  |  |       |       |
|  | Tailândia                             | 1                       | Brasil                                | 1 |                  |                  |                                       |                                       |            |            |  |  |       |       |
|  | 26 de setembro – Auditorio Del Pueblo |                         | Brasil                                | 1 |                  |                  |                                       |                                       |            |            |  |  |       |       |
|  |                                       | Sérvia                  | 3                                     |   |                  |                  |                                       |                                       |            |            |  |  |       |       |
|  | Sérvia                                | Sérvia                  | 3                                     | 3 |                  |                  |                                       |                                       |            |            |  |  |       |       |
|  | Sérvia                                |                         | 29 de setembro – Auditorio Del Pueblo | 3 |                  |                  |                                       |                                       |            |            |  |  |       |       |
|  | Peru                                  | 1                       |                                       |   |                  |                  |                                       |                                       |            |            |  |  |       |       |
|  | Peru                                  | 1                       | Rússia                                | 3 |                  |                  |                                       |                                       |            |            |  |  |       |       |
|  | 26 de setembro – Fenadu               |                         | Rússia                                | 3 |                  |                  |                                       |                                       |            |            |  |  |       |       |
|  |                                       | Itália                  | 0                                     |   |                  |                  |                                       |                                       |            |            |  |  |       |       |
|  | Itália                                | Itália                  | 0                                     | 3 |                  |                  |                                       |                                       |            |            |  |  |       |       |
|  | Itália                                | 27 de setembro – Fenadu |                                       | 3 |                  |                  |                                       |                                       |            |            |  |  |       |       |
|  | Canadá                                | 0                       |                                       |   |                  |                  |                                       |                                       |            |            |  |  |       |       |
|  | Canadá                                | 0                       | Itália                                | 3 |                  |                  |                                       |                                       |            |            |  |  |       |       |
|  | 26 de setembro – Auditorio Del Pueblo |                         | Itália                                | 3 |                  |                  |                                       |                                       |            |            |  |  |       |       |
|  |                                       | Romênia                 | 0                                     |   |                  |                  |                                       |                                       |            |            |  |  |       |       |
|  | Romênia                               | Romênia                 | 0                                     | 3 |                  |                  |                                       |                                       |            |            |  |  |       |       |
|  | Romênia                               |                         | 28 de setembro – Auditorio Del Pueblo | 3 |                  |                  |                                       |                                       |            |            |  |  |       |       |
|  | Eslováquia                            | 2                       |                                       |   |                  |                  |                                       |                                       |            |            |  |  |       |       |
|  | Eslováquia                            | 2                       | Itália                                | 3 |                  |                  |                                       |                                       |            |            |  |  |       |       |
|  | 26 de setembro – Fenadu               |                         | Itália                                | 3 |                  |                  |                                       |                                       |            |            |  |  |       |       |
|  |                                       | Estados Unidos          | 0                                     |   | Terceiro Lugar   | Terceiro Lugar   |                                       |                                       |            |            |  |  |       |       |
|  | Turquia                               | Estados Unidos          | 0                                     | 3 | Terceiro Lugar   | Terceiro Lugar   |                                       |                                       |            |            |  |  |       |       |
|  | Turquia                               | 27 de setembro – Fenadu | 27 de setembro – Fenadu               | 3 |                  |                  | 29 de setembro – Auditorio Del Pueblo | 29 de setembro – Auditorio Del Pueblo |            |            |  |  |       |       |
|  | México                                | 27 de setembro – Fenadu | 27 de setembro – Fenadu               | 0 |                  |                  | 29 de setembro – Auditorio Del Pueblo | 29 de setembro – Auditorio Del Pueblo |            |            |  |  |       |       |
|  | México                                | Turquia                 | 2                                     | 0 | Estados Unidos   | 3                |                                       |                                       |            |            |  |  |       |       |
|  | 26 de setembro – Auditorio Del Pueblo | Turquia                 | 2                                     |   | Estados Unidos   | 3                |                                       |                                       |            |            |  |  |       |       |
|  |                                       | Estados Unidos          | 3                                     |   | Sérvia           | 1                |                                       |                                       |            |            |  |  |       |       |
|  | Estados Unidos                        | Estados Unidos          | 3                                     | 3 | Sérvia           | 1                |                                       |                                       |            |            |  |  |       |       |
|  | Estados Unidos                        |                         |                                       | 3 |                  |                  |                                       |                                       |            |            |  |  |       |       |
|  | Argentina                             | 2                       |                                       |   |                  |                  |                                       |                                       |            |            |  |  |       |       |
|  | Argentina                             | 2                       |                                       |   |                  |                  |                                       |                                       |            |            |  |  |       |       |

### Classificação 5º–8º lugar
|  | Classificação 5º–8º lugar | Classificação 5º–8º lugar |   |                         | Definição 5º lugar      | Definição 5º lugar |  |
|  |                           |                           |   |                         |                         |                    |  |
|  | 28 de setembro – Fenadu   |                           |   |                         |                         |                    |  |
|  | Polônia                   | 2                         |   |                         |                         |                    |  |
|  | Brasil                    | 3                         |   |                         |                         |                    |  |
|  |                           |                           |   |                         |                         |                    |  |
|  |                           |                           |   |                         | 29 de setembro – Fenadu |                    |  |
|  |                           |                           |   |                         | Brasil                  | 3                  |  |
|  |                           | Romênia                   | 0 |                         |                         |                    |  |
|  |                           |                           |   |                         |                         |                    |  |
|  |                           |                           |   |                         |                         |                    |  |
|  |                           |                           |   |                         | Definição 7º lugar      |                    |  |
|  | 28 de setembro – Fenadu   | 28 de setembro – Fenadu   |   | 29 de setembro – Fenadu | 29 de setembro – Fenadu |                    |  |
|  | Romênia                   | 3                         |   | Polônia                 | 0                       |                    |  |
|  | Turquia                   | 1                         |   |                         | Turquia                 | 3                  |  |

### Classificação 9º–16º lugar
|  | Classificação 9º–16º lugar            | Classificação 9º–16º lugar            |                                       |   | Classificação 9º–12º lugar | Classificação 9º–12º lugar |  |  | Definição 9º lugar | Definição 9º lugar |
|  |                                       |                                       |                                       |   |                            |                            |  |  |                    |                    |
|  | 27 de setembro – Auditorio Del Pueblo |                                       |                                       |   |                            |                            |  |  |                    |                    |
|  |                                       |                                       |                                       |   |                            |                            |  |  |                    |                    |
|  | Porto Rico                            | 1                                     |                                       |   |                            |                            |  |  |                    |                    |
|  | Porto Rico                            | 1                                     | 28 de setembro – Auditorio Del Pueblo |   |                            |                            |  |  |                    |                    |
|  | República Dominicana                  | 3                                     |                                       |   |                            |                            |  |  |                    |                    |
|  | República Dominicana                  | 3                                     | República Dominicana                  | 3 |                            |                            |  |  |                    |                    |
|  | 27 de setembro – Auditorio Del Pueblo |                                       | República Dominicana                  | 3 |                            |                            |  |  |                    |                    |
|  |                                       | Tailândia                             | 1                                     |   |                            |                            |  |  |                    |                    |
|  | Tailândia                             | Tailândia                             | 1                                     | 3 |                            |                            |  |  |                    |                    |
|  | Tailândia                             |                                       | 29 de setembro – Auditorio Del Pueblo | 3 |                            |                            |  |  |                    |                    |
|  | Peru                                  | 0                                     |                                       |   |                            |                            |  |  |                    |                    |
|  | Peru                                  | 0                                     | República Dominicana                  | 0 |                            |                            |  |  |                    |                    |
|  | 27 de setembro – Auditorio Del Pueblo |                                       | República Dominicana                  | 0 |                            |                            |  |  |                    |                    |
|  |                                       | Argentina                             | 3                                     |   |                            |                            |  |  |                    |                    |
|  | Canadá                                | Argentina                             | 3                                     | 1 |                            |                            |  |  |                    |                    |
|  | Canadá                                | 28 de setembro – Auditorio Del Pueblo |                                       | 1 |                            |                            |  |  |                    |                    |
|  | Eslováquia                            | 3                                     |                                       |   |                            |                            |  |  |                    |                    |
|  | Eslováquia                            | 3                                     | Eslováquia                            | 2 |                            |                            |  |  |                    |                    |
|  | 27 de setembro – Auditorio Del Pueblo |                                       | Eslováquia                            | 2 |                            |                            |  |  |                    |                    |
|  |                                       | Argentina                             | 3                                     |   | Definição 11º lugar        | Definição 11º lugar        |  |  |                    |                    |
|  | México                                | Argentina                             | 3                                     | 1 | Definição 11º lugar        | Definição 11º lugar        |  |  |                    |                    |
|  | México                                |                                       | 29 de setembro – Auditorio Del Pueblo | 1 |                            |                            |  |  |                    |                    |
|  | Argentina                             | 3                                     |                                       |   |                            |                            |  |  |                    |                    |
|  | Argentina                             | 3                                     | Tailândia                             | 3 |                            |                            |  |  |                    |                    |
|  |                                       |                                       |                                       |   |                            |                            |  |  |                    |                    |
|  | Eslováquia                            | 1                                     |                                       |   |                            |                            |  |  |                    |                    |
|  | Eslováquia                            | 1                                     |                                       |   |                            |                            |  |  |                    |                    |

### Classificação 13º–16º lugar
|  | Classificação 13º–16º lugar           | Classificação 13º–16º lugar           |   |                                       | Definição 13º lugar                   | Definição 13º lugar |  |
|  |                                       |                                       |   |                                       |                                       |                     |  |
|  | 28 de setembro – Auditorio Del Pueblo |                                       |   |                                       |                                       |                     |  |
|  | Porto Rico                            | 1                                     |   |                                       |                                       |                     |  |
|  | Peru                                  | 3                                     |   |                                       |                                       |                     |  |
|  |                                       |                                       |   |                                       |                                       |                     |  |
|  |                                       |                                       |   |                                       | 29 de setembro – Auditorio Del Pueblo |                     |  |
|  |                                       |                                       |   |                                       | Peru                                  | 0                   |  |
|  |                                       | México                                | 3 |                                       |                                       |                     |  |
|  |                                       |                                       |   |                                       |                                       |                     |  |
|  |                                       |                                       |   |                                       |                                       |                     |  |
|  |                                       |                                       |   |                                       | Definição 15º lugar                   |                     |  |
|  | 28 de setembro – Auditorio Del Pueblo | 28 de setembro – Auditorio Del Pueblo |   | 29 de setembro – Auditorio Del Pueblo | 29 de setembro – Auditorio Del Pueblo |                     |  |
|  | Canadá                                | 0                                     |   | Porto Rico                            | 3                                     |                     |  |
|  | México                                | 3                                     |   |                                       | Canadá                                | 0                   |  |

### Classificação do 17º ao 20º lugares
|  | 17º lugar |
|  | 18º lugar |
|  | 19º lugar |

Classificação
|     |          |     | Jogos | Jogos | Jogos | Pontos | Pontos | Pontos | Sets | Sets | Sets  |
| Pos | Equipe   | Pts | T     | V     | D     | V      | P      | R      | V    | P    | R     |
| --- | -------- | --- | ----- | ----- | ----- | ------ | ------ | ------ | ---- | ---- | ----- |
| 17  | Bulgária | 9   | 3     | 3     | 0     | 226    | 64     | 3.531  | 9    | 0    | MAX   |
| 18  | Egito    | 6   | 3     | 2     | 1     | 214    | 76     | 2.816  | 6    | 3    | 2,000 |
| 19  | Nigéria  | 0   | 0     | 0     | 0     | 0      | 150    | 0,000  | 0    | 6    | 0,000 |
| 19  | Camarões | 0   | 0     | 0     | 0     | 0      | 150    | 0,000  | 0    | 6    | 0,000 |

Resultado
| Data   | Hora  |          | Placar |          | Set 1 | Set 2 | Set 3 | Set 4 | Set 5 | Total | Relatório      |
| ------ | ----- | -------- | ------ | -------- | ----- | ----- | ----- | ----- | ----- | ----- | -------------- |
| 27 set | 09:00 | Camarões | 0–0    | Bulgária | –     | –     | –     |       |       | 0–0   | Estatísticas   |
| 27 set | 09:00 | Nigéria  | 0–3    | Bulgária | 20–25 | 20–25 | 24–26 |       |       | 64–76 | P2Estatísticas |
| 28 set | 09:00 | Nigéria  | 0–3    | Bulgária | 0–25  | 0–25  | 0–25  |       |       | 0–75  | Estatísticas   |
| 28 set | 09:00 | Camarões | 0–3    | Egito    | 0–25  | 0–25  | 0–25  |       |       | 0–75  | Estatísticas   |
| 29 set | 09:00 | Camarões | 0–3    | Bulgária | 0–25  | 0–25  | 0–25  |       |       | 0–75  | Estatísticas   |
| 29 set | 09:00 | Egito    | 3–0    | Nigéria  | 25–0  | 25–0  | 25–0  |       |       | 75–0  | Estatísticas   |

### Oitavas de final
Resultados
| Data   | Hora  |                | Placar |                      | Set 1 | Set 2 | Set 3 | Set 4 | Set 5 | Total   | Relatório      |
| ------ | ----- | -------------- | ------ | -------------------- | ----- | ----- | ----- | ----- | ----- | ------- | -------------- |
| 26 set | 11:00 | Rússia         | 3–0    | Porto Rico           | 25–12 | 25–11 | 25–13 |       |       | 75–36   | P2Estatísticas |
| 26 set | 11:00 | Polônia        | 3–0    | República Dominicana | 25–19 | 25–11 | 25–16 |       |       | 75–46   | P2Estatísticas |
| 26 set | 14:00 | Brasil         | 3–1    | Tailândia            | 25–19 | 25–23 | 24–26 | 25–23 |       | 99–91   | P2Estatísticas |
| 26 set | 14:00 | Sérvia         | 3–1    | Peru                 | 25–13 | 25–21 | 17–25 | 25–15 |       | 92–74   | P2Estatísticas |
| 26 set | 17:00 | Itália         | 3–0    | Canadá               | 25–10 | 25–10 | 25–13 |       |       | 75–33   | P2Estatísticas |
| 26 set | 17:00 | Romênia        | 3–2    | Eslováquia           | 21–25 | 25–22 | 16–25 | 25–21 | 15–11 | 102–104 | P2Estatísticas |
| 26 set | 20:00 | Turquia        | 3–0    | México               | 25–17 | 25–13 | 25–17 |       |       | 75–47   | P2Estatísticas |
| 26 set | 20:00 | Estados Unidos | 3–2    | Argentina            | 26–24 | 23–25 | 21–25 | 25–18 | 15–7  | 110–99  | P2Estatísticas |

### Classificação do 9º ao 16º lugares
Resultados
| Data   | Hora  |            | Placar |                      | Set 1 | Set 2 | Set 3 | Set 4 | Set 5 | Total | Relatório      |
| ------ | ----- | ---------- | ------ | -------------------- | ----- | ----- | ----- | ----- | ----- | ----- | -------------- |
| 27 set | 12:30 | Porto Rico | 1–3    | República Dominicana | 25–18 | 13–25 | 12–25 | 18–25 |       | 68–93 | P2Estatísticas |
| 27 set | 15:00 | Tailândia  | 3–0    | Peru                 | 25–23 | 25–18 | 25–17 |       |       | 75–58 | P2Estatísticas |
| 27 set | 17:30 | Canadá     | 1–3    | Eslováquia           | 25–23 | 22–25 | 17–25 | 11–25 |       | 75–98 | P2Estatísticas |
| 27 set | 20:00 | México     | 1–3    | Argentina            | 25–23 | 23–25 | 23–25 | 15–25 |       | 86–98 | P2Estatísticas |

### Quartas de final
Resultados
| Data   | Hora  |         | Placar |                | Set 1 | Set 2 | Set 3 | Set 4 | Set 5 | Total   | Relatório      |
| ------ | ----- | ------- | ------ | -------------- | ----- | ----- | ----- | ----- | ----- | ------- | -------------- |
| 27 set | 12:30 | Rússia  | 3–0    | Polônia        | 25–11 | 25–12 | 25–15 |       |       | 75–38   | P2Estatísticas |
| 27 set | 15:00 | Brasil  | 1–3    | Sérvia         | 23–25 | 20–25 | 25–22 | 20–25 |       | 88–97   | P2Estatísticas |
| 27 set | 17:30 | Itália  | 3–0    | Romênia        | 25–15 | 25–18 | 25–13 |       |       | 75–46   | P2Estatísticas |
| 27 set | 20:00 | Turquia | 2–3    | Estados Unidos | 25–19 | 23–25 | 25–22 | 21–25 | 9–15  | 103–106 | P2Estatísticas |

### Classificação do 13º ao 16º lugares
Resultados
| Data   | Hora  |            | Placar |        | Set 1 | Set 2 | Set 3 | Set 4 | Set 5 | Total  | Relatório      |
| ------ | ----- | ---------- | ------ | ------ | ----- | ----- | ----- | ----- | ----- | ------ | -------------- |
| 28 set | 12:30 | Porto Rico | 1–3    | Peru   | 17–25 | 27–25 | 21–25 | 26–28 |       | 91–103 | P2Estatísticas |
| 28 set | 15:00 | Canadá     | 0–3    | México | 20–25 | 26–28 | 16–25 |       |       | 62–78  | P2Estatísticas |

### Classificação do 9º ao 12º lugares
Resultados
| Data   | Hora  |                      | Placar |           | Set 1 | Set 2 | Set 3 | Set 4 | Set 5 | Total  | Relatório      |
| ------ | ----- | -------------------- | ------ | --------- | ----- | ----- | ----- | ----- | ----- | ------ | -------------- |
| 28 set | 17:30 | República Dominicana | 3–1    | Tailândia | 25–16 | 25–18 | 24–26 | 25–21 |       | 99–81  | P2Estatísticas |
| 28 set | 20:00 | Eslováquia           | 2–3    | Argentina | 25–16 | 21–25 | 25–23 | 19–25 | 5–15  | 95–104 | P2Estatísticas |

### Classificação do 5º ao 8º lugares
Resultados
| Data   | Hora  |         | Placar |         | Set 1 | Set 2 | Set 3 | Set 4 | Set 5 | Total   | Relatório      |
| ------ | ----- | ------- | ------ | ------- | ----- | ----- | ----- | ----- | ----- | ------- | -------------- |
| 28 set | 12:30 | Polônia | 2–3    | Brasil  | 17–25 | 25–22 | 22–25 | 25–19 | 11–15 | 100–106 | P2Estatísticas |
| 28 set | 13:00 | Romênia | 3–1    | Turquia | 25–20 | 23–25 | 25–18 | 25–19 |       | 98–82   | P2Estatísticas |

### Semifinais
Resultados
| Data   | Hora  |        | Placar |                | Set 1 | Set 2 | Set 3 | Set 4 | Set 5 | Total | Relatório      |
| ------ | ----- | ------ | ------ | -------------- | ----- | ----- | ----- | ----- | ----- | ----- | -------------- |
| 28 set | 17:30 | Rússia | 3–0    | Sérvia         | 25–13 | 25–8  | 25–21 |       |       | 75–42 | P2Estatísticas |
| 28 set | 20:00 | Itália | 3–0    | Estados Unidos | 25–23 | 25–18 | 25–22 |       |       | 75–63 | P2Estatísticas |

### Décimo quinto lugar
Resultado
| Data   | Hora  |            | Placar |        | Set 1 | Set 2 | Set 3 | Set 4 | Set 5 | Total | Relatório      |
| ------ | ----- | ---------- | ------ | ------ | ----- | ----- | ----- | ----- | ----- | ----- | -------------- |
| 29 set | 10:00 | Porto Rico | 3–0    | Canadá | 25–21 | 28–26 | 25–23 |       |       | 78–70 | P2Estatísticas |

### Décimo terceiro lugar
Resultado
| Data   | Hora  |      | Placar |        | Set 1 | Set 2 | Set 3 | Set 4 | Set 5 | Total | Relatório     |
| ------ | ----- | ---- | ------ | ------ | ----- | ----- | ----- | ----- | ----- | ----- | ------------- |
| 29 set | 13:00 | Peru | 0–3    | México | 18–25 | 16–25 | 14–25 |       |       | 48–75 | P2Estatística |

### Décimo primeiro lugar
Resultado
| Data   | Hora  |           | Placar |            | Set 1 | Set 2 | Set 3 | Set 4 | Set 5 | Total | Relatório      |
| ------ | ----- | --------- | ------ | ---------- | ----- | ----- | ----- | ----- | ----- | ----- | -------------- |
| 29 set | 16:00 | Tailândia | 3–1    | Eslováquia | 22–25 | 25–22 | 25–19 | 25–23 |       | 97–89 | P2Estatísticas |

### Nono lugar
Resultado
| Data   | Hora  |                      | Placar |           | Set 1 | Set 2 | Set 3 | Set 4 | Set 5 | Total | Relatório      |
| ------ | ----- | -------------------- | ------ | --------- | ----- | ----- | ----- | ----- | ----- | ----- | -------------- |
| 29 set | 19:00 | República Dominicana | 0–3    | Argentina | 20–25 | 17–25 | 18–25 |       |       | 55–75 | P2Estatísticas |

### Sétimo lugar
Resultado
| Data   | Hora  |         | Placar |         | Set 1 | Set 2 | Set 3 | Set 4 | Set 5 | Total | Relatório      |
| ------ | ----- | ------- | ------ | ------- | ----- | ----- | ----- | ----- | ----- | ----- | -------------- |
| 29 set | 11:00 | Polônia | 0–3    | Turquia | 21–25 | 17–25 | 25–27 |       |       | 63–77 | P2Estatísticas |

### Quinto lugar
Resultado
| Data   | Hora  |        | Placar |         | Set 1 | Set 2 | Set 3 | Set 4 | Set 5 | Total | Relatório      |
| ------ | ----- | ------ | ------ | ------- | ----- | ----- | ----- | ----- | ----- | ----- | -------------- |
| 29 set | 14:00 | Brasil | 3–0    | Romênia | 25–17 | 25–14 | 25–11 |       |       | 75–42 | P2Estatísticas |

### Terceiro lugar
Resultado
| Data   | Hora  |        | Placar |                | Set 1 | Set 2 | Set 3 | Set 4 | Set 5 | Total  | Relatório      |
| ------ | ----- | ------ | ------ | -------------- | ----- | ----- | ----- | ----- | ----- | ------ | -------------- |
| 29 set | 17:00 | Sérvia | 1–3    | Estados Unidos | 23–25 | 18–25 | 28–26 | 18–25 |       | 87–101 | P2Estatísticas |

### Final
Resultado
| Data   | Hora  |        | Placar |        | Set 1 | Set 2 | Set 3 | Set 4 | Set 5 | Total | Relatório      |
| ------ | ----- | ------ | ------ | ------ | ----- | ----- | ----- | ----- | ----- | ----- | -------------- |
| 29 set | 20:00 | Rússia | 3–0    | Itália | 25–16 | 25–17 | 25–20 |       |       | 75–53 | P2Estatísticas |